# Finn polgárháború

1918. február elején:

A finn polgárháború az első világháború okozta nemzeti és társadalmi zűrzavar része volt Finnországban. A háborút 1918. január 27. és 1918. május 15. között vívták a „vörösök” (punaiset), akiket a finn népi küldöttség vezetett (és a finn szociáldemokraták  ellenőrzése alatt álltak), valamint a „fehérek” (valkoiset), akiket a vaasai szenátus vezetett (és a finn szenátust képviselték amelyet polgári pártok alkottak). A vörösök a bolsevik Oroszország, míg a fehérek a Német Birodalom és svéd önkéntesek katonai támogatását élvezték.
Az első világháború veresége és a februári és októberi forradalmak az Orosz Birodalom teljes összeomlásához vezettek. Az anyaország összeomlása a finn társadalom válságához vezetett 1917-ben. Minthogy nem volt hivatalos rendőrség és katonaság, amely rendet tartott volna az országban, 1917 márciusa után a bal- és a jobboldali erők elkezdték kiépíteni saját biztonsági csoportjaikat, ami két független fegyveres alakulat, a fehér és a vörös őrség kialakulásához vezetett. A polgárháborút végül a fehérek nyerték meg. A polgárháború után Finnország az orosz hegemóniából a német érdekszférába került. A konzervatív szenátus megpróbált monarchiát felállítani Finnországban, ahol német származású király uralkodott volna, de Németország első világháborús veresége után Finnország független köztársasággá vált.
A polgárháború a mai napig a legellentmondásosabb és legtöbb érzelmi terhet hordozó eseménye maradt az újkori finn történelemnek. Körülbelül 37 000 ember halt meg a konfliktusban, a fronton meghaltakat, a politikai terrorkampányok áldozatait és a fogolytáborokban elhunytakat is beleszámítva. A zűrzavar elpusztította az ország gazdaságát, megosztotta a politikai apparátust és magát a finn társadalmat is hosszú éveken át.